# Pakubuwono VII
 (février 2020).
Si vous disposez d'ouvrages ou d'articles de référence ou si vous connaissez des sites web de qualité traitant du thème abordé ici, merci de compléter l'article en donnant les références utiles à sa vérifiabilité et en les liant à la section « Notes et références ».
Pakubuwono VII (28 juillet 1796 - 10 mai 1858) était le septième roi de Surakarta. Il a régné de 1830 à 1858. Il fut précédé par Pakubuwono VI et Pakubuwono VIII lui succéda. Il était le fils cadet de Pakubuwono IV.